# Tri-City News
Die Tri-City News ist eine zweiwöchentlich erscheinende Lokalzeitung mit Sitz in Port Coquitlam, die von Glacier Media herausgegeben wird und seit 1985 die Tri-Cities im Lower Mainland von British Columbia mit Nachrichten versorgt. Die Tri-City News hat mehr als 190.000 wöchentliche Leser, auf der Internetseite werden zudem 22.000 Besuche pro Monat registriert.
Beim Wettbewerb Better Newspaper im Jahr 2008, veranstaltet von der Canadian Community Newspapers Association belegte die Tri-City News den zweiten Platz und bei den „Best All-Round Newspaper“ für Zeitungen mit großem Auflagenvolumen gewann sie in der Kategorie „Best Front Page“.
Im Jahr 2015 verkaufte Black Press die Tri-City News an Glacier Media.